# 卡斯蒂尼亚诺
卡斯蒂尼亚诺（義大利語：Castignano），是意大利阿斯科利皮切诺省的一个市镇。总面积38.9平方公里，人口3016人，人口密度77.5人/平方公里（2009年）。ISTAT代码为044012。